# Hexatoma pieliana
Hexatoma pieliana är en tvåvingeart som beskrevs av Alexander 1940. Hexatoma pieliana ingår i släktet Hexatoma och familjen småharkrankar. Inga underarter finns listade i Catalogue of Life.